# Kadriorgs slott

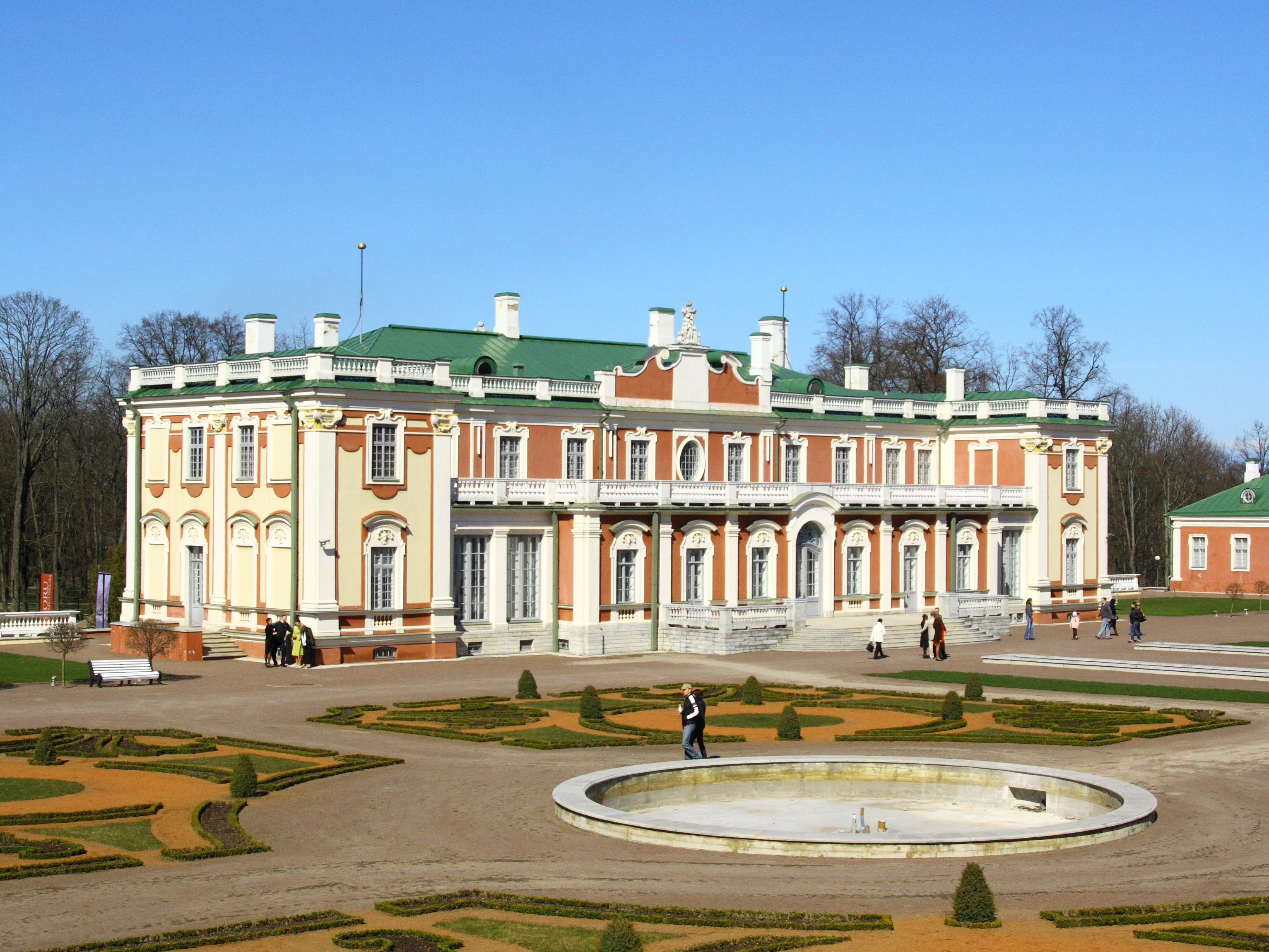
Kadriorgpalatsets huvudbyggnad och park.

Kadriorgs slott eller Kadriorgpalatset (estniska: Kadrioru loss; tyska: Schloss Katharinenthal) är ett barockslott i Tallinn i Estland, beläget i stadsdelen Kadriorg i östra delen av Kesklinndistriktet. Det uppfördes under Peter den stores regeringstid och är exempel på den så kallade petrinska barocken. Slottet är idag ett konstmuseum. I Kadriorgs slottspark ligger även Estlands presidents officiella residens, uppfört 1938.

## Historia

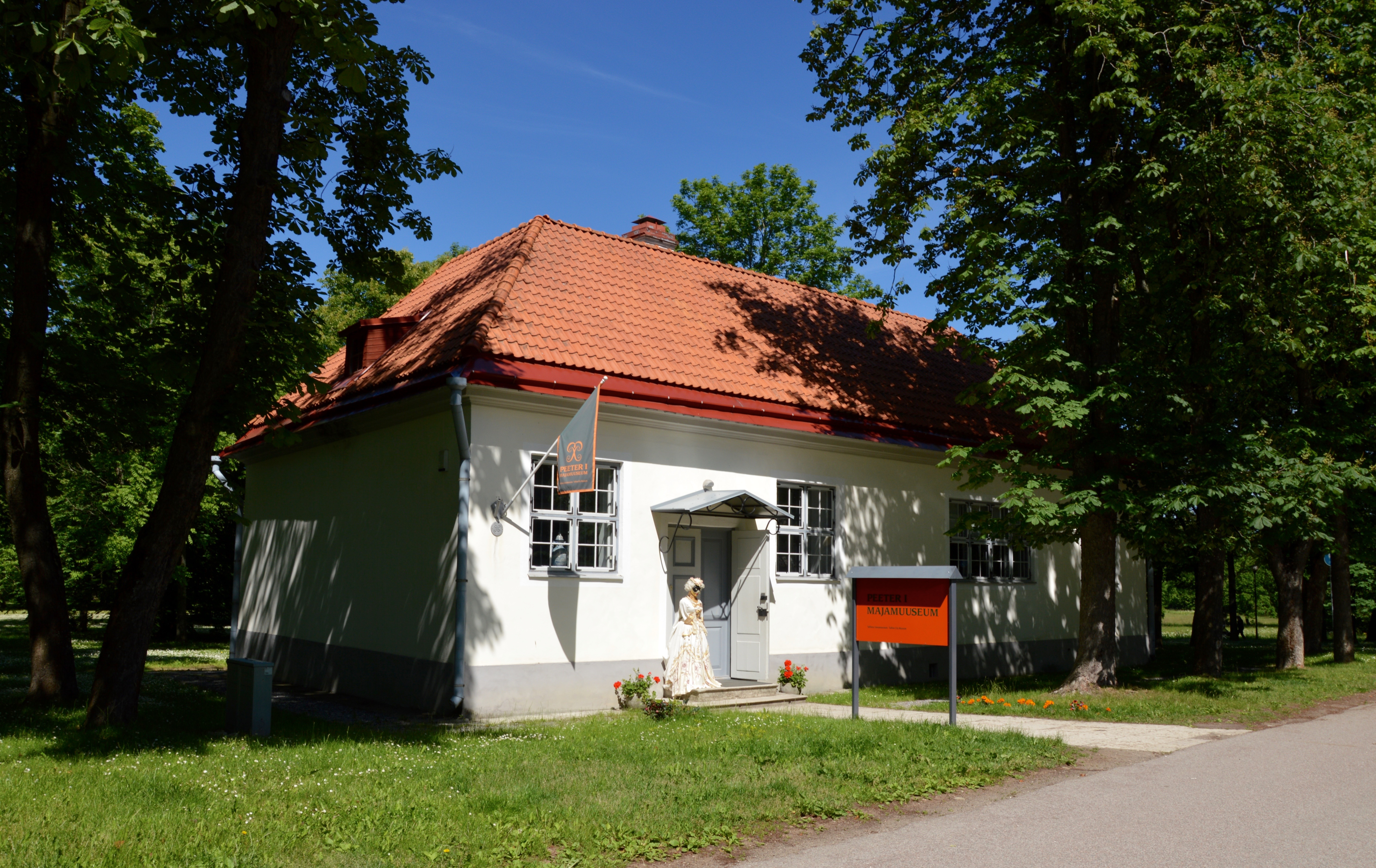
Peter den stores jaktstuga

Efter segern i det stora nordiska kriget och Estlands de facto-införlivande i Ryssland 1710 köpte Peter den store en jaktstuga i holländsk stil i närheten av Lasnamäe. Stugan finns kvar som museum i slottsparken men genomgick en omfattande ombyggnad under Nikolaj I:s regeringstid.
Det nuvarande slottet ritades på Peter den stores beställning av den italienska barockarkitekten Nicola Michetti och uppfördes 1718–1725 under ledning av Michail Zemtsov och Gaetano Chiaveri. Det var avsett att användas som sommarresidens av kejsarinnan Katarina I. Stilen är så kallad petrinsk barock, som till skillnad från den äldre bysantinskt influerade Narysjkinbarocken i högre grad efterliknar samtida nordeuropeisk barockarkitektur. Slottsparken ritades av trädgårdsarkitekten Ilja Surmin med Le Blonds parkanläggning vid slottet i Strelna som förebild. Efter Peter den stores död 1725 kom slottet dock endast sällan att användas av tsarfamiljen som residens, och besöktes vid enstaka tillfällen av kejsarinnan Elisabet av Ryssland och Katarina den stora. Mellan 1741 och 1917 var slottet säte för den ryska guvernören av Guvernementet Estland. 1828–1830 genomfördes en större upprustning av slottet och parken.
Efter första världskriget och Estlands självständighet blev slottet konstmuseum fram till 1928. Slottet kom därefter att användas av Estlands statsöverhuvuden som residens och blev officiellt presidentpalats 1934 under Konstantin Päts regering, då också ombyggnader för att anpassa slottet och parken till denna roll genomfördes.

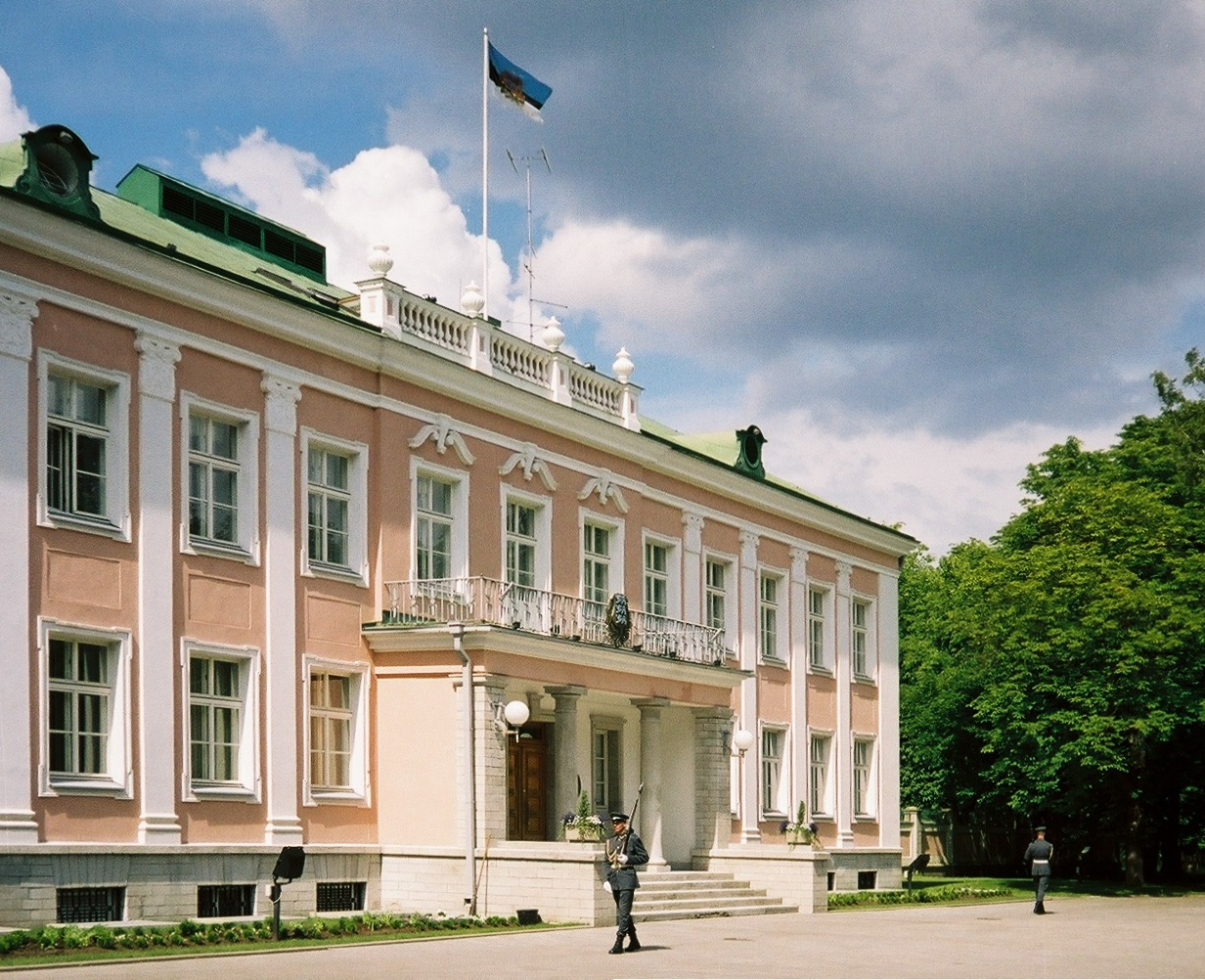
Presidentens residens i slottsparken, uppfört 1938.

Arkitekten Alar Kotli ritade administrationsbyggnaden som uppfördes 1938 i slottsparken och som idag fungerar som Estlands presidents officiella residens. Efter Sovjetunionens ockupation av Estland under andra världskriget blev slottet åter konstmuseum, men förföll under Sovjetepoken på grund av bristande underhåll. Under 1990-talet genomfördes en större renovering med hjälp av svenskt bistånd. Sedan renoveringen avslutades drivs slottet idag som en filial av Estlands statliga konstmuseum, med en permanent utställning av västerländsk och rysk konst från 1500- till 1900-talet. 2006 färdigställdes den nya huvudbyggnaden för det statliga konstmuseet, Kumu, i utkanten av slottsparken.
Av den ursprungliga interiören märks främst slottets stora sal, med originalstuckaturer från Katarina I:s tid.